# Qui (groupe)
Qui (prononcé [Kwi]) est un groupe de rock américain, originaire de Los Angeles, en Californie.

## Biographie

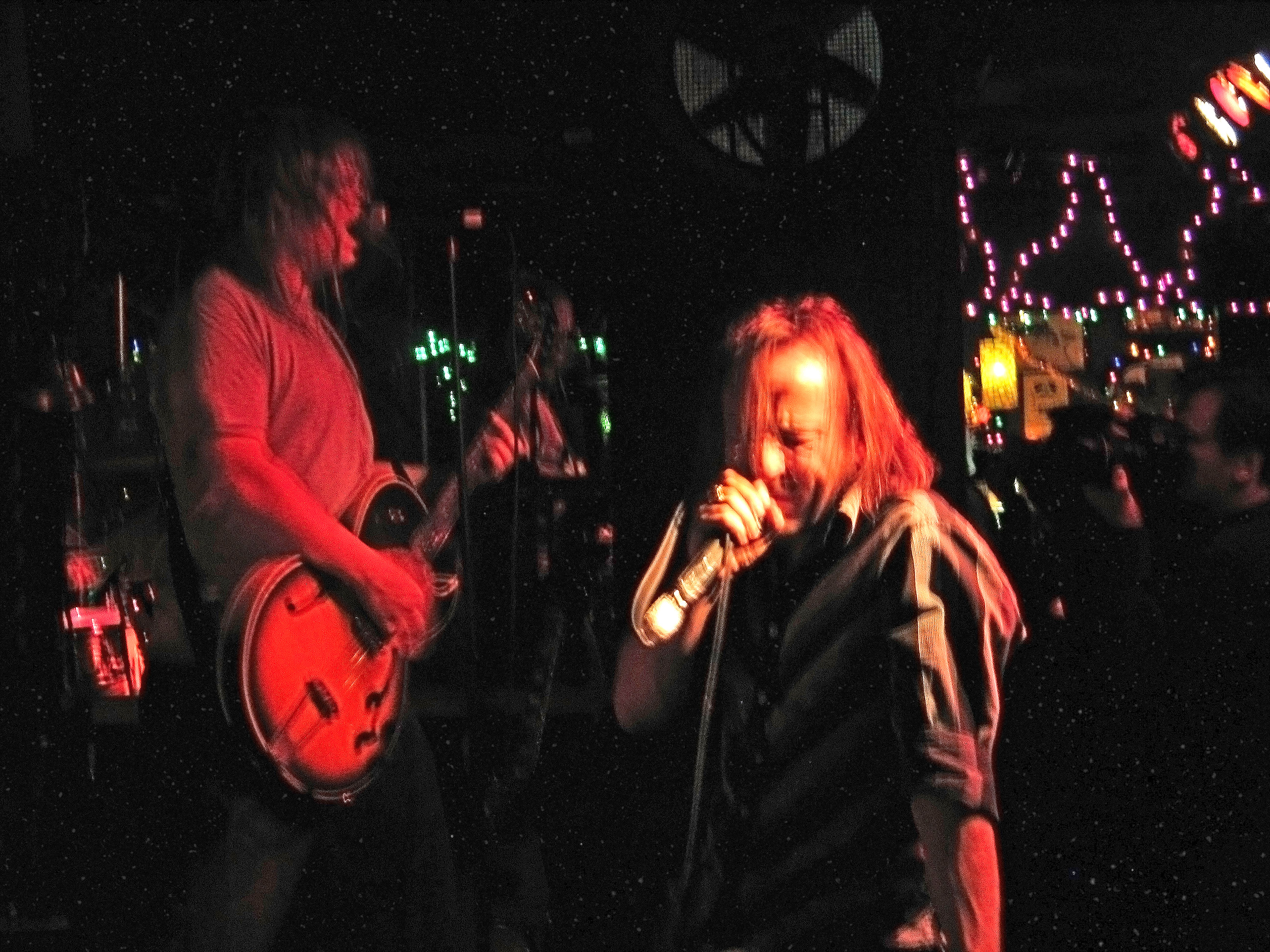
David Yow.

Qui est formé en 2000 à Los Angeles par Paul Christensen (batterie/chant) et Matt Cronk (guitare/chant). Leur style musical est un mélange de punk rock, de bruitisme et de rock expérimental. Leur premier album, Baby Kisses, est sorti en 2003.
En 2006, le chanteur David Yow (Scratch Acid, The Jesus Lizard) rejoint le groupe après avoir joué plusieurs concerts en invité, et figure sur le deuxième album du groupe, Love's Miracle, sorti sur le label de Mike Patton, Ipecac Recordings. La plus grande partie de l'album fut composée avant l'arrivée de Yow mais fut remaniée afin de prendre en compte le nouveau chant. Le premier disque du groupe ayant compté avec la pleine collaboration de Yow est le single Today, Gestation / Freeze, sorti en 2007.
Au début de 2008, Yow est hospitalisé à cause d'un pneumothorax après un concert à Pittsburgh, et la tournée en cours fut annulée. Il s'est depuis rétabli et le groupe a annoncé une tournée européenne pour la fin de l'année.

## Discographie

### Albums studio
- 2003 : Baby Kisses (Ipecac Recordings)
- 2007 : Love's Miracle (Ipecac Recordings)
- 2014 : Life, Water, Living (Cobraside Distribution Inc.)
- 2017 : Qui w/Trevor Dunn (Joyful Noise Recordings)
- 2019 : Snuh (Three.One.G)

### EP
- 2016 : How to Get Ideas (Geertruida)

### Single
- 2007 : Today, Gestation / Freeze
- 2007 : Qui" 7 (Infrasonic Records)

### Apparitions
- 2007 : Getting to Know You ... An Introduction to Ipecac Recordings (Ipecac Recordings)
- 2007 : Monopoly of Brilliance (Southern Records)